# Немонотонна логіка
Немонотонна логіка — це математична логіка, чия логічна імплікація відношень не є монотонною. Іншими словами, немонотонна логіка розроблена для охоплення та представлення виправданих висновків, тобто такого висновку, в якому міркування приходять до  гіпотетичних висновків, що дає змогу обмежити міркування висновками ґрунтуючись на подальших доказах.
Більшість формальних логік мають монотонне відношення наслідків, що означає, що додавання формули до теорії ніколи не призводить до зменшення її множини наслідків. Інтуїтивно, монотонність вказує на те, що вивчення нового знання не може зменшити набір відомостей. Монотонна логіка не може впоратись з різноманітними міркуваннями, такими як алгебраїчна логіка (наслідки можуть бути виведені лише через відсутність доказів протилежного), пояснення (наслідки виводяться виключно як найбільш ймовірні пояснення), деякі важливі підходи до міркування про знання (незнання наслідку повинно бути скасовано, коли наслідок стає відомим), і аналогічно конгрегації доктрини віри (нові знання можуть суперечити старим переконанням).

## Абдукція
Абдукція — це процес отримання найбільш вірогідних пояснень відомих фактів. Абдуктивна логіка не повинна бути монотонною, оскільки найбільш ймовірні пояснення не обов'язково є правильними. Наприклад, найбільш ймовірним поясненням того, чому трава мокра — йшов дощ; однак, від цього пояснення потрібно відмовитися, коли з'ясується, що справжня причина того, що трава була мокра — увімкнена поливалка. Оскільки колишнє пояснення (це був дощ) було відхилено через додавання певної частини знання (трава була мокра, бо працювала поливалка), будь-яка логіка, в якій є моделі пояснення, є немонотонною.

## Припущення про знання
Якщо логіка включає формули, що позначають невідомість певних вхідних даних, така логіка не є монотонною. Це виплаває з того, що при отриманні нових відомостей про раніше невідомі частини, відповідна формула, яка відображала невідомість, повинна бути видалена. Це видалення порушує властивість монотонності, оскільки в монотонній логіці нові знання не призводять до вилучення раніше зроблених висновків, а лише додають нові.
Логіка для міркування про знання — це модальна логіка.

## Перевірка віри
Конгрегація доктрини віри — це процес зміни переконань, щоб прийняти нову віру, яка може бути несумісною зі старими. У припущенні, що нове переконання є правильним, деякі старі повинні бути відкликані з метою збереження послідовності. Ця відмова у відповідь на додавання нової віри робить будь-яку логіку перегляду віри немонотонною. Підхід до перегляду віри є альтернативою суперечної логіки, яка допускає невідповідність, а не спробу її видалити.

## Теоретико-теоретичні проти теоретико-модельних формалізацій немонотонічної логіки
Доказово-теоретична формалізація немонотонічної логіки починається з прийняття певних немонотонних правил, а потім наводить контексти, в яких ці немонотонні правила можуть застосовуватися до прийнятних відрахувань. Це зазвичай здійснюється за допомогою рівнянь з фіксованою точкою, що пов'язують набори приміщень та набори їх немонотонних висновків. Алгебраїчна логіка і модальна логіка є найбільш поширеними прикладами немонотонічної логіки, які формалізовані таким чином.
Модельно-теоретична формалізація немонотонічної логіки починається з обмеження семантики відповідної монотонічної логіки на деякі спеціальні моделі, наприклад, до мінімальних моделей, а потім породжує безліч немонотонних правил, можливо, з деякими обмеженнями, в яких в контексті ці правила можуть бути застосовані, так що результуюча дедуктивна система є надійною і повною відносно обмеженої семантики. На відміну від деяких теоретико-теоретичних формалізувань, що страждали від відомих парадоксів, і їх часто було важко оцінити з огляду на їх відповідність інтуїціям, яким вони мали співвідноситися, теоретико-модельні формалізування були парадоксальними й залишали невизначеність з приводу  немонотонних закономірностей, на які вони посилались. Приклади теоретико-теоретичних формалізацій немонотонного міркування, які виявили деякі небажані або парадоксальні властивості або не охопили бажаних інтуїтивних осмислень, які були успішно (узгодженими з відповідними інтуїтивно зрозумілими й без парадоксальних властивостей) формалізованими за моделлю -теоретичні засоби включають в себе обмеженну логіку, світове припущення і модальну логіку